# Републикански път III-1905
Републикански път IIІ-1905 е третокласен път, част от Републиканската пътна мрежа на България, преминавщ изцяло по територията на Благоевградска област. Дължината му е 15,9 km.
Пътят се отклонява наляво при 78,4 km на Републикански път II-19 в източната част на село Господинци и се насочва на юг покрай левия висок бряг на река Места. След разклона за село Балдево навлиза в Гоцеделчевската котловина и по цялото си протежение следва нейната източна периферия. В този си участък преминава през село Огняново, пресича река Канина (ляв приток на Места) и центровете на селата Марчево и Гърмен и южно от село Дебрен достига до Републикански път III-197 при неговия 6,3 km.
| Пътища, отклоняващи се надясно (населено място, № на пътя, посока на пътя) | km   | Пътища, отклоняващи се наляво (посока на пътя, № на пътя, населено място) |
| -------------------------------------------------------------------------- | ---- | ------------------------------------------------------------------------- |
| Община Гоце Делчев, II-19, 78,4 km, с. Господинци ←                        | 0,0  | ← с. Господинци, 78,4 km, II-19, Община Гоце Делчев                       |
| Община Гърмен                                                              | 1,5  | Община Гърмен                                                             |
|                                                                            | 5,7  | → общински път (за с. Балдево)                                            |
| с. Огняново                                                                | 9    | → с. Огняново, общински път (за с. Балдево)                               |
| с. Марчево                                                                 | 10,1 | с. Марчево                                                                |
| (за за 3 km на III-197) общински път, с. Гърмен ←                          | 12,2 | → с. Гърмен, общински път (за с. Лещен)                                   |
|                                                                            | 14,2 | → общински път (за с. Дебрен)                                             |
| (от гр. Гоце Делчев) III-197, 6,3 km →                                     | 15,9 | → 6,3 km, III-197 (до гр. Девин)                                          |